# Корякский заповедник
Коря́кский запове́дник — государственный природный заповедник, находится на севере Камчатки  на территории Олюторского и Пенжинского районов Камчатского края. Был создан в 1995 году. С 2015 года находится под управлением ФГБУ «Кроноцкий государственный заповедник». Расположен в долине реки Куюл, включает также прилегающие горы, полуостров Говена и прилегающую акваторию, бухту Лаврова. Состоит из трёх участков: «Бухта Лаврова», «Полуостров Говена», «Парапольский дол». Площадь заповедника — 327 156 га, из них 83 000 га — акватория Берингова моря. Охранная зона составляет — 676 062 га, из них по участку «Парапольский дол» в Пенжинском районе — 337 467 га и по участку «Полуостров Говена» в Олюторском районе — 338 595 га.

## Флора и фауна
Растительный покров заповедника типичен для берингийской лесотундры. Растений 479 видов. Грибы, лишайники и грибоподобные организмы — 20 видов. Рыбы — 204 вида, земноводные — 1 вид, птицы — 142 вида. Фауна млекопитающих Корякского заповедника насчитывает 35 видов, из которых 2 завезённые — серая крыса и домовая мышь. У побережья полуострова Говена держатся 6 видов морских млекопитающих. Практически все реки этого региона являются нерестилищами лососёвых. Территория участка «Парапольский дол» отнесена к водно-болотным угодьям международного значения как место массового скопления водоплавающих птиц и охраняется Рамсарской конвенцией.

## Этно-экологический центр
Этно-экологический центр Корякского заповедника в селе Тиличики — достопримечательность, которую посещают все жители и гости Олюторского района Камчатского края. Там проходят тематические экскурсии, посвящённые северным растениям и животным, уникальным природным объектам. Бо́льшую часть экспозиции занимают фигурки и макеты гнёзд морских и околоводных птиц. На стендах представлена информация о заповеднике, а природные материалы, которые также являются экспонатами, можно взять в руки и внимательно разглядеть. Не меньше внимания здесь уделяют культуре коренных малочисленных народов севера. В экоцентре также можно посмотреть документальные фильмы об уникальной заповедной природе Камчатки, совершить виртуальные туры в Кроноцкий заповедник и Южно-Камчатский федеральный заказник.